# Aledo, Illinois
Aledo [ʌˈliːdoʊ] är administrativ huvudort i Mercer County i Illinois. Vid 2010 års folkräkning hade Aledo 3 640 invånare.

## Kända personer från Aledo
- Frank Lewis Marsh, biolog och kreationistförfattare